# 바르다가 사랑한 얼굴들
《바르다가 사랑한 얼굴들》(프랑스어: Visages, Villages)는 2017년에 개봉한 프랑스의 영화이다.

## 캐스팅
- 아녜스 바르다
- 제이알